# Monhystera psammophila
Monhystera psammophila is een rondwormensoort uit de familie van de Monhysteridae. De wetenschappelijke naam van de soort is voor het eerst geldig gepubliceerd in 1969 door Juget.